# Долгов, Николай Васильевич (двоеборец)
Николай Васильевич Долгов (26 декабря 1926, Глазовка, Тамбовская губерния — 8 сентября 2016, Нижний Новгород) — советский спортсмен и тренер по лыжному двоеборью, заслуженный тренер РСФСР.

## Биография
Тренировался у М. И. Жукова. Чемпион СССР по лыжному двоеборью 1957 г. Кавголово (Ленинград). Победитель международного турнира в г. Турку (Финляндия). Мастер спорта СССР по лыжному спорту (1957). Почётный мастер спорта СССР по лыжному двоеборью. Представлял общество «Спартак» (Горький).
Подготовил чемпиона СССР по двоеборью (1967) Вячеслава Анисифорова, мастеров спорта В. Архангельского, Ю. Шарова, Б. Федосеева, В. Лаврова, И. Рызаева, В. Макарова, Е. Зуя, Ю. Устинова, В. Видавского и других.
С 1977 по 1987 г. возглавлял Горьковскую СДЮСШОР, в 1980-е годы — областную федерацию по прыжкам на лыжах с трамплина и лыжному двоеборью.
Похоронен на Бугровском кладбище в Нижнем Новгороде.

## Награды и звания
- Заслуженный тренер РСФСР
- Заслуженный работник физической культуры РСФСР (1986).